# Enlil i Ninlil
Enlil i Ninlil, o també L'engendrament de Nanna, és un mite sumeri destinat a explicar els orígens de diferents déus: Nanna, déu de la Lluna, Nergal, déu de la guerra i de l'inframón, Ninazu, déu de les fronteres i de la curació i Enbilulu, déu dels rius i dels canals.

## El text
La història comença amb una descripció de la ciutat de Nippur, en una època on només hi vivien els déus. Allà hi havia un home jove, Enlil, i una noia jove, Ninlil. La noia vivia amb la seva mare, Nubarxegunu, i li agradava molt anar a passejar per la vora del riu. La seva mare la va advertir, dient-li que a Enlil també li agradava passejar per la riba i pescar i navegar per les aigües i que per això havia d'anar amb precaució. La noia no en va fer cas, i un dia Enlil la va veure i es va enamorar d'ella. Ell li va demanar per besar-la i per fer l'amor, però ella va dir que encara era massa jove i va marxar.
Enlil va parlar amb Nusku, el mestre constructor de l'Ekur, que el va fer pujar a la seva nau i el va portar al costat de Ninlil. Van fer l'amor i Ninlil va quedar embarassada. Va donar a llum a Nanna, el déu de la Lluna. Els altres déus, al saber-ho van expulsar Enlil de Nippur.
Enlil marxa de la ciutat i adopta la forma de tres personatges diferents i cada vegada que Ninlil els pregunta per ell, acaben fent l'amor, i així la noia concep tres déus més, Nergal, Ninazu i Enbilulu.